# NGC 2574
NGC 2574 este o galaxie spirală situată în constelația Hidra. A fost descoperită în 1886 de către Ormond Stone⁠(d). Se află la o distanță de 54,45 de megaparseci de Pământ.